# HD313730
HD313730 — хімічно пекулярна зоря спектрального класу
B5 й має видиму зоряну величину в смузі V приблизно  9,6.